# Nylon Beat
Le Nylon Beat sono state un duo musicale finlandese attivo fra il 1995 e il 2007, formato da Erin Anttila e da Jonna Geagea.

## Carriera
Le Nylon Beat sono uno dei gruppi pop di maggior successo nella storia della Finlandia: hanno venduto oltre 450.000 dischi e i loro album hanno conquistato sei dischi di platino e un disco d'oro.
Erin Anttila e Jonna Geagea (all'epoca Erin Koivisto e Jonna Kosonen) sono salite alla ribalta quando nel 1995 hanno partecipato al talent show di MTV3 Kiitorata. Il loro album di esordio è uscito l'anno successivo. Si è piazzato 6º in classifica e ha venduto più di 60 000 copie a livello nazionale.
Nel 1998 le Nylon Beat hanno partecipato alla selezione nazionale per l'Eurovision Song Contest con il brano Umm ma ma, piazzandosi terze su nove partecipanti. Ritenteranno la selezione eurovisiva due anni dopo con Viha ja rakkaus, finendo quinte su sei.
Nel 1999 hanno ottenuto il loro primo album numero uno con il loro quarto disco Valehtelija, e la loro prima canzone numero uno nella Suomen virallinen lista con il singolo apripista Viimeinen. Con più di 75 000 copie vendute, Valehtelija è il loro album di maggior successo.
Il 31 dicembre 2003 hanno dato il loro concerto di addio al Showravintola Maestro di Helsinki. Anche se entrambe le componenti hanno intrapreso carriere da soliste di successo, si sono riunite nell'estate del 2007 per una serie di concerti, a gennaio 2017 per un concerto privato, e nell'estate del 2018 per una tournée nazionale di dieci date.

## Discografia

### Album in studio
- 1996 - Nylon Beat
- 1997 - Satasen laina
- 1998 - Nylon Moon
- 1999 - Valehtelija
- 2000 - Demo
- 2001 - Extreme
- 2002 - Last in Line
- 2003 - 12 apinaa

### Album live
- 2004 - Hyvää uutta vuotta Live

### Raccolte
- 2002 - Kaikki laulut 1995-2002
- 2004 - Comeback - 40 hittiä
- 2007 - Maailman pisin luokkaretki
- 2014 - Parhaat!

### Opere audiovisive
- 2003 - Karaoke
- 2005 - FunPack - Tavastia Live + Nylon Beat historiaa

### Singoli
- 1995 - Oot kuin karkkia mulle
- 1996 - Teflon love
- 1996 - Rakastuin mä looseriin
- 1996 - Lä-lä-lä
- 1997 - Satasen laina
- 1997 - Kuumalle hiekalle
- 1997 - Jos
- 1998 - Like a Fool
- 1998 - Umm ma ma
- 1999 - Viimeinen
- 1999 - Seksi vie ja taksi tuo
- 1999 - Ainut jonka sain
- 1999 - Musta joulu
- 2000 - Viha ja rakkaus
- 2000 - Syytön
- 2000 - Syntinen
- 2001 - Anna mulle
- 2002 - Sanoja
- 2002 - Moka
- 2002 - Guilty
- 2002 - Last in Line
- 2003 - 12 apinaa
- 2003 - Petollinen päiväkirja
- 2003 - Nukutaan
- 2003 - Psykedeliaa
- 2004 - Comeback
- 2007 - Seksi vie 12 apinaa kuumalle hiekalle
- 2007 - Syytön '07